# J.B. Priestley
John Boynton Priestley, més conegut com a J.B. Priestley (Bradford, 1894 - Stratford-Upon-Avon, 1984) va ser un novel·lista, dramaturg, crític i assagista anglès.

## Obra
Novel·la
- The Good Companions (1929)
- Lost Empires (1965)
- Found, Lost, Found (1976)

Teatre
- Dangerous Corner (1932)
- The Roundabout (1932)
- Eden End (1934)
- Laburnum Grove (1934)
- Cornelius (1935)
- Duet in Floodlight (1935)
- Bees on the Boatdeck (1936)
- I Have Been Here Before (1937)
- Mystery of Greenfingers (1937)
- People at Sea (1937)
- Time and the Conways (1937)
- Johnson Over Jordan (1939)
- The Long Mirror (1940)
- Goodnight Children (1942)
- Desert Highway (1944)
- They Came to a City (1944)
- An Inspector Calls (1945)
- The Rose and Crown (1947)
- The Linden Tree (1948)
- Home is Tomorrow (1949)
- Bright Shadow (1950)
- Summer Day's Dream (1950)
- Dragon's Mouth (1952)
- Mother's Day (1953)
- Private Rooms (1953)
- Treasure on Pelican (1953)
- The Scandalous Affair of Mr. Kettle and Mrs. Moon (1956)
- The Glass Cage (1957)

## Traduccions al català
Narrativa juvenil
- Snoggle. Edicions Bromera. Traducció de Marc Donat.

Teatre
- El temps i els Conway. Traducció de Jaume Melendres.
- Ha vingut un inspector. Traducció de Jaume Melendres.